# François Descroizilles
François Descroizilles, dit « Descroizilles père », né le 20 septembre 1707 à Dieppe et  mort le 11 mars 1788 dans la même ville, est un pharmacien français.

## Biographie
Né sur la paroisse Saint-Jacques d’une famille qui, depuis cinq générations, exerçait avec honneur la pharmacie à Dieppe, Descroizilles se rendit, après avoir terminé ses premières études, à Paris où il suivit, pendant plusieurs années, les leçons de Geoffroy et Jussieu.
À son retour à Dieppe, il se procura un jardin où il réunit un grand nombre de plantes usuelles et agréables. Il partageait ses amusements entre la culture de son jardin et des herborisations où ses concitoyens se plaisaient à l’accompagner. L’agronome Parmentier et le thérapeutiste Alibert ont proclamé l’excellence de la méthode employée par Descroizilles dans ses plantations aux portes de la ville de Dieppe. La botanique avait donné naissance à l’Académie de Rouen, elle y marqua la place de Descroizilles.
En 1752, lorsqu’une tortue de mer de la plus grande espèce fut pêchée à Dieppe après une tempête, Descroizilles en lut une description à la compagnie rouennaise. Cherchant à corriger la verdeur des vins de la récolte de 1751, il en trouva le moyen dans le mélange d’une livre de corne de cerf râpée dans la quantité d’un muid de vin. En 1758, il fit la découverte d’un nouveau sel purgatif qui lui parut devoir ajouter aux richesses de la matière médicale. Il demanda à l’Académie des commissaires qui en firent un rapport favorable. Ce sel a été longtemps connu dans le commerce sous le nom de « sel Descroizilles ».
Ce fut dans le laboratoire de Descroizilles que Lechandelier, Monnet et Demachy firent leurs diverses analyses de l’eau de la mer, et que le célèbre chirurgien rouennais Claude-Nicolas Lecat  fit ses nombreuses expériences sur la seiche. Lorsque la fatigue les obligeait à suspendre leurs travaux sédentaires, ils se délassaient en parcourant les rivages découverts pour y recueillir des plantes marines, des polypiers, des coquillages, sujets de leurs savantes dissertations.
L’estime de ses compatriotes appela Descroizilles à occuper les places importantes de procureur-syndic et de prieur-consul des marchands à Dieppe, et il les remplit honorablement. Il contribua efficacement à la décoration de la juridiction consulaire, et pourvut à y réunir les livres d’un usage journalier.
Sensible et bienfaisant par caractère, les médicaments de Descroizilles devinrent le patrimoine des malheureux. Il s’était associé, dans des vues philanthropiques, avec un médecin de Dieppe également généreux. Ils payèrent souvent de leurs bourses le plaisir de faire des heureux.
Ses forces peu à peu consumées, sans nuire à son esprit, par une maladie de langueur, il expira dans les bras de ses enfants dans sa soixante-seizième année, laissant la réputation d’un vrai savant et un fils, François-Antoine, qui l’a surpassé son père et s’est fait un nom dans la chimie. 

## Publications
- Découverte d'un remède purgatif, fondant et calmant, ou Traité sur un nouveau sel neutre, Rouen, 1700.
- Nouvelles observations sur le sel purgatif, etc. Rouen, I762.

## Sources
: document utilisé comme source pour la rédaction de cet article.
- Jean Benoît Désiré Cochet, Galerie dieppoise, Dieppe, E. Delevoye, 1862, p. 139-40.
- François-Pierre Chaumeton, Flore médicale, t. 1, Paris, Panckoucke, 1833.